# Bernáth család

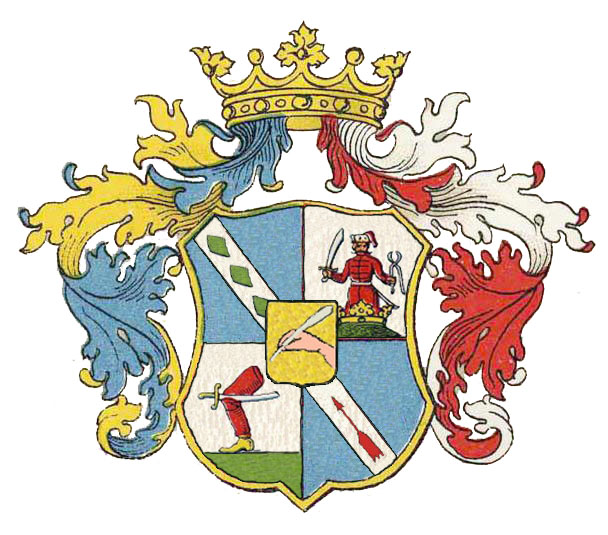
Bernáth címer 1803

A bernáthfalvi és sztrippai Bernáth család, régi törzsgyökös Abaúj-Torna megyei család, melynek előbbi nevei Gechei, Bernáld, Bernaldfalusi volt. Nevet adott a megye Bernáthfalva helységének, melyről viszont később a család vette előnevét. Okleveles említések 1261-től vannak még Gechei néven, mely családtól a Mindszenti és a Csanyi család is származik. A Gechey nevet megtartó fő ág, 1689-ben férfiágon kihalt. 
Gechei Urozlán (Oroszlán) fia László, egyik fiának Bernald nevet adott, ki birtokának a Bernaldfalu nevet adta. Utódai a Bernáld nevet családnévnek és a falu nevét előnévnek kezdték használni. Bernáldból feltehetően hangkopással lett Bernáth. Ezen a néven, már a XVI, században átterjedt Zemplén, Sáros és Ung vármegyékbe. Az ősi birtok, Bernáthfalva, 1920-ig megmaradt a család kezén. Az ungi ág, a Sztrippai előnevet is használta. Bernáth András fiai, Bereczk, János, István és Lukács, 1563. október 3-án Pozsonyban, I. Ferdinánd királytól nemesség újító címeres oklevelet nyertek. Tőlük szaporodott és kiterjedt birtokossá lett Abaúj, Baranya, Bereg, Bihar, Borsod, Heves, Kolozs, Moson, Nógrád, Nyitra, Pest, Pozsony, Sáros, Sopron, Somogy, Szabolcs, Szatmár, Tolna, Ung, Vas, Zemplén, Zala vármegyékbe a család, és több ágon ma is virágzik. Az abaúj-zempléni főág 1565-ben református hitre tért, de pár ága re-katolizált. E család az évszázadok alatt, mindig kivette a részét az országosan vagy szűkebb hazája, a megyéje szintjén a haza szolgálatából. Hősiesen és becsülettel harcoltak a háborúkban a trón és a haza védelmében úgy, hogy sosem hoztak szégyent az egyenruhájukra és családjukra.

## Címer

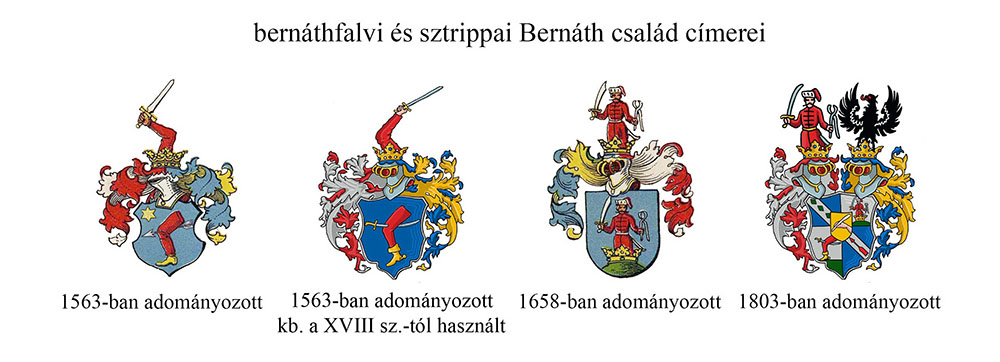
A bernáthfalvi és sztrippai Bernáth család 1563-tól használt címerei.

Az 1563-as címer leírása: kék pajzsban emberi láb veres nadrágban, rövid sárga lehajtott szárú csizmában, hátulról térden felül, nyílvesszővel átütve. Bal felső részen arany csillag. Sisakdísz veres mezű cölöpösen helyezett hajtott kar, markában rövid egyenes pallost tart. Takarók: vörös-ezüst, kék-arany.
Az 1563-as címer, későbbi kinézetének leírása: kék pajzsban emberi láb veres nadrágban, rövid sárga lehajtott szárú csizmában, elölről térden felül, aranymarkolatú görbe karddal átütve. Sisakdísz veres mezű cölöpösen helyezett hajtott kar, markában rövid egyenes pallost tart. Takarók: vörös-ezüst, kék-arany.
Az 1658-as címer leírása: kék pajzsban zöld halmon álló, arany koronából kinövő, piros ruhát viselő, vitéz alak, aki jobbjában arany markolatú kardot, baljában harapófogót tart. Sisakdísz a címerben szereplő vitéz. Takarók: kék-arany, vörös-ezüst.
Az 1803-as címer leírása: Néggyé szelt pajzs, szívpajzzsal a közepén. A bal felső kék mezőben, bal fentről lefelé harántan elhelyezett ezüst pólya, három zöld négyzettel. Jobb felső ezüst mezőben az 1658-as címeralak. Bal alsó ezüst mezőben, az 1563-as címeralak kardos változata, zöld színű földre helyezve. Jobb alsó kék mezőben, bal fentről lefelé harántan elhelyezett ezüst pólya, piros nyílvesszővel. Szívpajzs, arany alapon emberi kézfej írótollat tart. Sisakdísz balról a jobb felső mezőben látható vitáz, jobbról egy fekete sas kitárt szárnyakkal. Takarók: vörös-ezüst, kék-arany.

## Birtokok
Abaúj vármegye: Gecse, Bernátfalva, Barka, Jászóújfalu, Alsószend, Szinna (Abaújszina).
Baranya vármegye: Keszü, Szabadszentkirály, Tarcsapuszta, Erdősmecske, Okorág, Nagypeterd, Dencsháza, Bicsérd, Arányos, Szentdénes, Sumony, Patacs, Sárok, Sátorhely, Bezedek-Erdőföldpuszta, Árpádtető, Rózsafa, Pécs (házak), Mohács (ház), Somberek.
Bereg vármegye: Som.
Bihar vármegye: Érmihályfalva, Hosszúpályi, Monostorpályi, Érköbölkút, Érolaszi (Svábolaszi), Les- Középes, Feketeerdő, Érsemjén, Gálospetri, Debrecen (házak), fehértói puszta, Királyi (Berettyókirályi).
Borsod vármegye: Damak, Vatta.
Fejér vármegye: Iváncsa.
Heves vármegye: Gyöngyös, Heves, Pély, Verplét, Encs.
Jász-Nagykun-Szolnok vármegye: Szászberek.
Kolozs vármegye: Kolozsvár.
Liptó vármegye: Szentivány, Fokoru.
Moson vármegyében: Oroszvár.
Nógrád vármegye: Buják, Legénd, Almás.
Pest vármegye: Domony, Ancs puszta, Feketeerdő puszta, Szend, Tass, Halásztelek, Szentgyörgypuszta, Bogárd.
Pozsony vármegye: Somorja, és Pozsonyban ház.
Sopron vármegyében: Szentmargit.
Somogy vármegye: Tab, Karád, Dombó, Kaposvár (házak), Marcali (ház).
Szabolcs vármegye: Szentgyörgyábrány, Kocsord, Tiszadada, Nagyhalász, Nagyfalu (Tiszanagyfalu), Nagymada (Nyírmada), Pusztadobos, Téth (Nyírtét), Zalkod.
Szatmár vármegye: Penészlek, Bikszád.
Szolnok vármegye: Tiszafüred, Gyügér, Istvánháza, Cibakháza, Szászberek.
Tolna vármegye: Kölesd (Felsőhídvég).
Ung vármegye: Bátyú, Homok, Tarnóc (Ungtarnóc), Palágykomoróc, sztrippa, Botfalva, Vaján.
Vas vármegyében: Herény, Ják, Szombathely-Kámon, Sál, Senyefa, Szajk, Szünöse.
Zala vármegyében: Alsólendva, Baksa, Barabás, Bukovec, Cup, Faggyas, Győrfa, Györökháza, Izsófölde, Jakabfa, Jurham, Kelc, Lékfa (Golica), Meggyes, Nemesnép, Nempti, Peternye, Pórszombat, Resznek, Szentandrás, Szentgyörgyvölgy.
Zemplén vármegye: Zombor, Barancs, Dávidvágás, Gercsek, Kelecsény, Lasztóc, Pelejte, Pucák (Pusztaháza), Szilvásújfalu, Csabaháza (Szterkóc), Sztankóc, Szürnyeg, Sztropkó, Sátoraljaújhely, Köves (Kolbóc), Miglész, Magyarjesztreb (Magyarsas), Kazsu (Kazsó), Kisruszka, Hardicsa, Volica (Ökröske), Bánszka, Kismihály, Meggyfalu, Zuhatag (Sztakcsin-rosztoka), Tavarnapolyánka, Kisbreznice, Mezőzombor, Pálfölde, Boly (Bol), Kaponya, Kiscigánd (Cigánd), Tőketerebes, Tállya.

## Várak, kastélyok, kúriák
- Buják vára
- Sztropkó vára
- Balatonmáriafürdő – Bernáth kúria (Béla-vár)
- Barka – Bernáth kastély
- Bernáthfalva- Bernáth kúria
- Domony – Mártonffy-Bernáth-Fischer kúria
- Ecséd – Bernáth-Máhr kastély
- Bezedek-Erdőföldpuszta – Bernáth vadászkastély
- Érköbölkút – Varjú-Bónis-Bernáth kúria
- Érmihályfalva – Bernáth-Bujanovics kastély
- Gálospetri – Bernáth kúria
- Gyöngyös – Haller-Berényi-Orczy-Bernáth Kastély
- Győrfa (Zalabaksa) – Bernáth kúria
- Heves – Bernáth-Hellebronth kúria
- Hosszúpályi – Bernáth kúria
- Kazsó – Bernáth-Ducs kúria
- Kolozsvár – Radák-Bernáth kúria
- Kosgyán – Dobsa-Bernáth kúria
- Kölesd (Felsőhídvég) – Hiemer-Jeszenszky-Bernáth kastély
- Magyarsas – Bánffy-Keresztessy-Bernáth kúria
- Miglész – Kandó-Bernáth-Andrássy kúria
- Nyíregyháza – Várallyay-Bernáth kúria
- Ottomány – Bernáth-Komáromy kúria
- Pécs-árpádtető –  Bernáth vadászház
- Resznek – Bernáth-Reiszig-Tauber-kastély
- Sátoraljaújhely – Bernáth kúria
- Sumony – Bernáth kúria
- Szombathely (Kámon) – Kámony-Bernáth-Reiszig kastély
- Tállya – Bernáth-Balogh kastély
- Tass – Bernáth-Szalay kúria
- Tiszafüred – Bernáth-Kiss kúria
- Ungtarnóc – Bernáth kúria
- Vaján – Bernáth kúria
- Zsédeny – Bernáth kúria

## Család jeles tagjai
- Vid (1010-1074) Bács vármegye főispánja, Salamon király tanácsadója, némelyek szerint nádor is.
- Bernaldfawai Pál 1434-ben Abaúj vármegyei szolgabíró (homo regius).
- Bernaldfawai László 1454-ben Abaúj vármegyei szolgabíró (homo regius).
- Bernald Kelemen 1483-ban Abaúj vármegyei szolgabíró (homo regius).
- Bernald Péter 1505-ben és 1513-ban Abaúj vármegyei szolgabíró (homo regius).
- Bernáld (Bernáth) András (1480 körül-1563 előtt) 1511-ben, 1513-ban, 1516-ban, 1519-1522-ig és 1525-26-ig Abaúj vármegyei szolgabíró (homo regius).
- Bernáth Bernáth (1507-1555) Buják várának kapitánya.
- Bernáth Botond (1556-1602)
- Bernáth Zsigmond (1651-1707) Sztropkó várának kapitánya.
- Bernáth János (1710-?) Református egyházkerületi főgondnok.
- Bernáth György (1712-1800) Római Szent Birodalmi Lovag, Zala vármegyei táblabíró, a Magyar királyi kancellária udvari előadójára, a titkos uralkodói pénztár titkárára, kamarai ügynök.
- Bernáth Zsigmond Pest vármenyei táblabíró, Ung vármegye alispánja.
- Bernáth László (1721-1792) Zemplén vármegyei főjegyző.
- Bernáth Sándor (1735-1810) Verőce vármegyei alszolgabíró.
- Bernáth József (1738-1805) hétszemélyes tábla bírája, udvari tanácsos.
- Bernáth Ferenc (1740-1798) 1760-65-ig nemesi testőr, Zemplén vármegye alispánja.
- Bernáth Menyhért 1782-92-ig nemesi testőrségnél II. oszt kapitány.
- Bernáth Gedeon (1768-1829) Bihar vármegyei hétszemélyes tábla bírája.
- Bernáth János (?-1830) 1809-es nemesi felkeléskor II. oszt. lovaskapitány.
- Bernáth Mihály (1779-1832) Heves vármegyei alügyész, vegyész, író.
- Bernáth Sámuel 1848-49-ben tállyai főbíró, kapitány.
- Bernáth Márton (1783-1839) huszártiszt.
- Bernáth Zsigmond (1790-1882) Ung vármegye főispánja, 1825-1868-ig, az összes országgyűlésnek tagja, 1865-ben annak korelnöke is.
- Bernáth Lajos (1791-1862) debreceni református egyházkerületi tanácsbíró.
- Bernáth Miklós (1792-?) huszárezredes.
- Bernáth József (1801-1860) Bihar vármegyei főszolgabíró, Bihar vármegyei másodalispán, országgyűlési követ, 1848-49-ben kormánybiztos, református egyházkerületi tanácsbíró.
- Bernáth Lajos (1804-1871) 1848-49-es nemzetőr alezredes, országgyűlési képviselő.
- Bernáth Gedeon (1804-1878) Bihar vármegyei táblabíró, 1848-49-ben honvéd ezredes.
- Bernát Gáspár (1810-1873) ügyvéd, író, költő, zeneszerző.
- Bernáth Simon (1812-1877) vajáni református egyházkerületi főgondnok.
- Bernáth József (1815-1874) Somogy vármegye alispánja, királyi táblai bíró.
- Bernáth Albert (1820-1895) 1848-49-es honvéd őrnagy, később huszárezredes.
- Bernáth Menyhért (1825-1875) 1848-49-es honvéd főhadnagy.
- Bernáth Sándor (1826-1874) 1848-49-es nemzetőr őrmester.
- Bernáth Kálmán (1827-1873) 1848-49-es vezérkari százados.
- Bernáth Gyula (1827-1871) 1848-49-ben honvéd főhadnagy, törvényszéki irnok.
- Bernáth Kálmán (1832-1886) 1848-49-es honvéd főhadnagy, Bihar vármegyei főszolgabíró, kataszteri felügyelő.
- Bernáth István (1834-1914) református egyházmegyei főgondnok, zsinati képviselő.
- Bernáth Dezső (1841-1907) miniszteri megbízott, országgyűlési képviselő, református egyházmegyei presbiter és tanácsbíró.
- Bernáth Géza (1845-1882) K.u.K. követségi titkár, író, utazó.
- Bernáth Elemér (1846-1905) debreceni királyi ítélőtábla elnöke.
- Bernáth Béla (1850-1922) ügyvéd, huszárszázados, 35 éven keresztül országgyűlési képviselő, 1920-ban a Nemzetgyűlés korelnöke.
- Bernáth Kálmán (1853-1944) tabi járási főszolgabíró.
- Bernáth Géza (1854-1932) igazságügyi államtitkár, a Magyar Királyi Kúria másodelnöke, a felsőház tagja, a Ferenc József rend nagy keresztese.
- Bernáth Zoltán (1855-1934) vajáni református egyházkerületi főgondnok, Ung vármegyei szolgabíró, országgyűlési képviselő.
- Bernáth Béla (1864-1924) ügyvéd, újságszerkesztő.
- Bernáth Béla (1865-1912) katonatiszt, országgyűlési képviselő.
- Bernáth Lajos (1867-1943) Pozsony vármegyei szolgabíró.
- Bernáth Zsigmond (1872-?) Ung vármegye főispánja, huszár, majd repülős főhadnagy.
- Bernáth Aladár (1874-1946) Zemplén vármegye alispánja, református egyházkerületi tanácsbíró, huszárszázados, Johannita Lovagrend lovagja.
- Bernáth Béla (1878-1943) Sátoraljaújhely járási főszolgabíró, református egyházkerületi főgondnok.
- Bernáth Aurél (1895-1982) kétszeres Kossuth-díjas festőművész, író, főiskolai tanár.
- Bernáth Kálmán (1901-1976) állami gazdasági felügyelő, főagronómus.
- Bernáth Antal (1915-1965) katonatiszt, FKGP-i politikus, 1956-os szabadságharcos majd elítélt.
- Bernáth Zoltán (1916-2018) ügyvéd, bíró, igazságügyi tanácsos, író, katonatiszt.
- Bernáth Béla (1931-2012) A mohácsi járási tanács elnökhelyettese, a szigetvári járási tanács elnöke, a szigetvári konzervgyár igazgatója (1971-től).[1]

## A család honlapja
- https://web.archive.org/web/20190605092403/http://www.thomas-szabo.at/web_adel/bernath_de_bernathfalva/titelseite.html
- Honlap[halott link]